# サンジャーギーン・バヤル

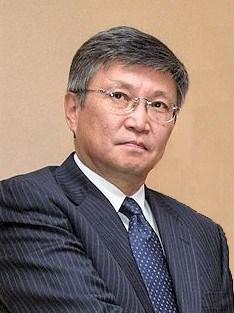
サンジャーギーン・バヤル（2009年8月）

サンジャーギーン・バヤル（モンゴル語：Санжаагийн Баяр、1956年3月4日 - ）はモンゴル国、ウランバートル出身の政治家、外交官、第25代首相。2007年に就任したが、健康上の理由により2009年10月に辞職した。なおモンゴル人民革命党党首としては引き続き活動する。

## 経歴
- 1978年　モスクワ国立大学法学部を卒業
- 1990年～1992年　モンゴル国国会議員
- 1997年～2001年　モンゴル国大統領事務局長
- 2001年～2005年　駐ロシア特命全権大使
- 2005年～2007年　モンゴル人民革命党幹事長
- 2007年～  モンゴル人民革命党党首、モンゴル国首相（2009年まで）